# Vicq (Haute-Marne)
Vicq település Franciaországban, Haute-Marne megyében. Lakosainak száma 161 fő (2022. január 1.). Vicq Coiffy-le-Bas, Damrémont, Laneuvelle, Lavernoy, Le Châtelet-sur-Meuse, Rançonnières, Saulxures és Varennes-sur-Amance községekkel határos.

## Népesség
A település népessége az elmúlt években az alábbi módon változott:
| Lakosok száma | 294  | 195  | 191  | 176  | 161  | 155  | 151  | 149  | 153  | 161  |
|               | 1968 | 1982 | 1990 | 2006 | 2013 | 2015 | 2017 | 2019 | 2020 | 2022 |